# 妖刀伝
『妖刀伝』（ようとうでん）は、1987年から1988年にかけて発売された全3巻の伝奇時代劇OVA作品および漫画作品。正式タイトルは『戦国奇譚妖刀伝』（せんごくきたんようとうでん）。織田信長とその配下の妖魔「朧衆」に、魔を滅ぼせる妖刀を持って立ち向かう3人の忍者（綾之介、左近、龍馬）の戦いを描く。

## 概要
1980年代に成功したOVA作品の一つで、日本ビクターのVHDマガジン「アニメビジョン」の連載アニメとして制作された。戦国時代、織田信長時代末期の天正伊賀の乱から本能寺の変、山崎の戦いに至る史実の裏に、忍者と魔性の者との暗闘があったというフィクションを盛り込み、伝奇時代劇OVA作品の先駆けとなった。尺は1話あたり約40分。
本作の原案・監督を担当した山崎理が2023年に明かしたところによれば、彼が南町奉行所を設立してまもない当時、カナメプロダクションを離れた相原義彰から「日本ビクターがOVA作品の企画を探している」と相談されたことがきっかけで、学生時代からやりたかった忍者ものの企画を後に本作のキャラクターデザイン・作画監督を担当することとなる大貫健一によるデザインと共に提出した結果、「アニメビジョン」で山崎と大貫が担当していた『コスモス・ピンクショック』の後作品として制作を開始し、制作協力としてJ.C.STAFFを紹介されるに至ったという。
OVA専門雑誌『アニメV』（学研）誌上の年間人気投票では、1987年と1988年に作品部門1位、女性キャラクター部門（綾之介）1位、男性キャラクター部門（左近）1位を2年連続で獲得した。この人気の要因は、それまでの時代劇アニメになかった華麗で高品質な作画と、美形青年に扮する美少女という主人公の設定が、女性ファンの嗜好に合ったためと言われている。山崎も、史実を基にした歴史ファンタジーが大きな話題になったと述懐している。
当時のOVA作品は、セクシーな戦闘服に身を包んだ美少女が主人公のアクション物が主流だったが、本作品を境に伝奇時代劇物が幾つも制作された。
1989年には、総集編『妖刀伝 劇場版』がテアトル池袋で単館公開された。合計約120分の本編を約90分の尺へ再編集する一方で5分間の新作シーンが追加され、綾之介を演じた声優の戸田恵子によるナレーションが挿入されている。

## テレビ放送
1988年初頭から1989年末にかけ、よみうりテレビの「アニメだいすき!」枠で全3作と総集編が放送された。
2023年に山崎が明かしたところによれば、本作は全4作を予定していたが第1作の不評で全3作に変更された後、同枠で第1作が放送されて人気が出たことがきっかけとなり、総集編を制作するに至ったという（詳細はアニメだいすき!#逸話を参照）。

## 後年
2011年3月11日には、バンダイチャンネルで総集編の有料配信が開始された。
上記の有料配信に先駆け、日本国外では『Wrath of Ninja / Yotoden』などのタイトルでDVD化されているが、日本国内ではまだDVD化されていない。しかし、2023年にはHDリマスター作業が行われ、2024年2月11日には武蔵野スイングホールにて開催されたイベント「第2回アニマン祭」でHDリマスター版総集編が上映されたほか、藤津亮太と宮田知行によるトークライブが実施された。

## ストーリー
織田信長は武力に加えて、妖魔「朧衆」を使って天下統一を進め、影流忍者が暮らす香澄の里を滅ぼす。里に伝わる、妖魔に対抗できる小太刀を託されて逃れた綾女は綾之介と男風に名を変えて、同じく妖刀である太刀を使う左近、鉾を操る龍馬とともに信長一党に挑む。
物の怪と通じた信長には息子織田信雄と織田家重臣でも危惧が高まり、禁中（天皇）を重んじる明智光秀は、このままでは人間の世そのものが脅かされると羽柴秀吉（のちの豊臣秀吉）に告げられ、本能寺にいるはずの信長に謀反を起こす。それに乗じて綾女と龍馬は信長を討つが、それは影武者で、信長は安土城にいた。天空に彗星が輝く夜、綾女らは安土城に潜入して立ちはだかる朧衆を倒し、巨大な魔神に変貌した信長をも討ち果たす。
信長に仕えているように見せかけていた森蘭丸は、自らは朧七人衆ではなく、彗星に封印された、朧衆とは別の魔性の同胞（はらから）を地表に呼び寄せる「冥府魔道」を開くのに必要な時空の歪みを出現させるため、五百年余り前に地表に降り立ち、妖刀を人間たちに与え、戦国乱世に信長や朧衆と戦わせ憎悪の思念をぶつかり合わせたのだと明かす。一度は絶望した綾女だが、蘭丸に鉾を突き刺した龍馬に告げられ、左近とともに三振りの妖刀の力を集中させたエネルギーで、龍馬や蘭丸ごと冥府魔道を消滅させる。
信長が魔物に憑かれていた汚点を消し去るため、信雄は安土城を焼き払うが、真相を知る者は少なく、イエズス会宣教師ルイス・フロイスはこれを愚行と書き残した。

## 作品リスト
- 第一巻「破獄の章」（1987年5月21日発売）
- 第二巻「鬼哭の章」（1987年12月16日発売）
- 第三巻「炎情の章」（1988年11月5日発売）
- 劇場版（1989年5月27日公開）

## キャスト
- 香澄の綾之介（綾女）：戸田恵子
- 疾風の左近：井上和彦
- 不動の龍馬：渡部猛
- 織田信長：矢尾一樹
- 森蘭丸：柏倉つとむ、塩沢兼人〈第三巻〉
- 三枝陣内：若本紀昭
- 良庵：峰恵研
- 進之助：富山敬
- 幻悠斎：小林清志
- 桔梗：竹中三佳
- 佳代：吉田美保
- 陣平：菊池正美
- 百地丹波：西村知道
- 藤林長門守：有本欽隆
- 多次郎：塩屋浩三
- 羽柴秀吉：広瀬正志
- 明智光秀：沢木郁也
- 機羅の真砂：野本礼三
- 音羽の幻蔵：沢りつお
- 老婆：佐々木菜摘
- 織田信雄：島田敏
- 隠形の喜平次：飯塚昭三
- 夜叉の香我美：横田ひろみ
- ナレーター：村山明

## スタッフ

### 破獄の章
- 原案 - 山崎理
- 脚本 - 鳴海丈
- 監督 - 桜井利之、山崎理
- 音楽 - 羽野誠司
- キャラクターデザイン・作画監督 - 大貫健一
- モンスターデザイン - わたなべぢゅんいち
- 美術監修 - 勝又激
- 音響監督 - 本田保則
- 撮影監督 - 森口洋輔
- 制作協力 - J.C.STAFF
- 製作 - 日本ビクター、MTV

### 鬼哭の章
- 原作 - 鳴海丈
- 脚色・監督 - 山崎理
- 脚本 - 会川昇
- 絵コンテ - 山崎理、鶴山修[注 2]
- 音楽 - 羽野誠司
- キャラクターデザイン・作画監督 - 大貫健一
- モンスターデザイン - わたなべぢゅんいち
- 美術監督 - 山口俊和
- 音響監督 - 本田保則
- 撮影監督 - 森口洋輔
- 制作 - J.C.STAFF

### 炎情の章
- 原案 - 山崎理
- 原作 - 鳴海丈
- 脚本 - 会川昇
- 監督 - 山崎理
- 絵コンテ - 山崎理、鶴山修
- 音楽 - 羽野誠司、大井研二
- キャラクターデザイン・作画監督 - 大貫健一
- モンスターデザイン - わたなべぢゅんいち
- 美術監督 - 砂川千里
- 音響監督 - 本田保則
- 撮影監督 - 森口洋輔
- 協力 - 南町奉行所
- 制作 - J.C.STAFF

## 主題歌
「愛は神話の果てに」
作詞 - 永石勝 / 作曲 - 笹路正徳 / 編曲 - 笹路正徳 / 歌 - カルメン・マキ
『破獄の章』『鬼哭の章』で使用。
「夢のエレメント 〜勇者達への鎮魂歌〜」
作詞 - りりィ / 作曲 - 鹿紋太郎 / 編曲 - 芳野藤丸 / 歌 - りりィ
『炎情の章』『総集編』で使用。
「爪紅 〜つまくれない〜」
作詞 - 竹中三佳 / 作曲 - 竹中三佳 / 編曲 - 笹路正徳 / 歌 - 竹中三佳
『破獄の章』で挿入歌として使用。

## 漫画版
原作：鳴海丈、作画：大貫健一。『ニュータイプ』（角川書店）1989年9月号から1990年9月号まで連載。連載開始とほぼ同時期発行のコミックGENKi（角川書店）に、番外編が掲載された。単行本は上巻が1991年に発売されただけで、下巻は発売されていない。